# نادي السيدات البريطانيات لكرة القدم

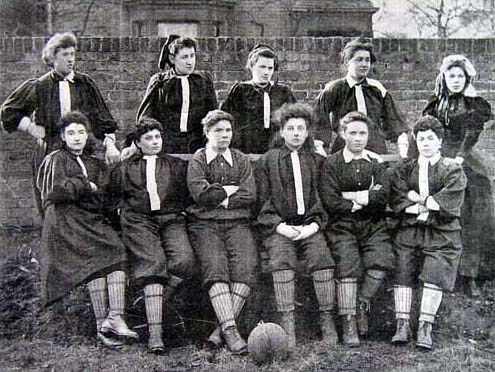
فريق "السيدات البريطانيات" أو "فريق الشمال" خلال أول مباراة له بتاريخ 23 مارس 1895.

نادي السيدات البريطانيّات لكرة القدم (بالإنجليزية: British Ladies' Football Club)‏ هو نادي كرة قدم نسائي بالكامل تأسّس سنة 1895 بالمملكة المتحدة. تلقى النادي رعاية من النّبيلة السيدة فلورنس ديكسي، وكان لقب الكابتن من نصيب مؤسِسة الفريق نيتي هونيبول (إسمها الحقيقي هو ماري هوستون).
لعب الفريق أول مباراة رسمية له بمنطقة كروش إند في لندن بتاريخ 23 مارس 1895. وقد كان يمثل فريق السيدات البريطانيات «الشمال» بينما كان الفريق الآخر يمثل «الجنوب». حضر المباراة أكثر من 11,000 متفرج وانتهت بفوز فريق الشمال بـ 7–1.